# Фигнер, Ольга Николаевна
Ольга Николаевна Фигнер (по мужу Флоровская; 5 ноября 1862, с. Никифорово, Казанская губерния — 25 сентября 1919, с. Лугань, Орловская губерния) — русская революционерка, народница, одна из организаторов группы «социалистов-федералистов».

## Биография
Родилась в семье Николая Александровича Фигнера (1817—1870), штабс-капитана в отставке с 1847 года. Отец служил в Тетюшском уезде Казанской губернии по ведомству Министерства государственных имуществ, получил чин губернского секретаря, затем лесничим в Тетюшском и Мамадышском лесничествах. Был женат на Екатерине Христофоровне Куприяновой (1832—1903). У них было шесть детей: Вера, Лидия, Пётр, Николай, Евгения и Ольга.
Окончила Высшие женские (Бестужевские) курсы в Санкт-Петербурге.
В 1887-89 годах участвовала в создании нелегальной группы «социалистов-федералистов», входила в редакцию её печатного органа — журнала «Самоуправление». Избежала ареста.
Выйдя замуж за члена этой группы врача Сергея Николаевича Флоровского (1861 −1904), переехала с ним в Оренбург. После ареста мужа в октябре 1891 года за революционную деятельность и осуждения его на 5 лет ссылки в Сибирь, последовала за ним в ссылку в Тобольскую губернию. Флоровского направили работать врачом на строящуюся Сибирскую железную дорогу Челябинск-Омск-Новосибирск. В 1892 году он прибыл вместе с Ольгой Николаевной в деревню Плотниково (Аевская волостьТарский уезд Тобольская губерния) и руководил строительством больницы, в которой затем работал врачом. Ольга Николаевна всемерно помогала мужу в его организаторской и врачебной деятельности.
В ноябре 1896 года С. Н. Флоровскому с Ольгой Николаевной разрешено было переехать в Омск, а после окончания срока ссылки они уехали в Ярославль.
Супруги Флоровские много ездили по разным городам вплоть до смерти Сергея Николаевича.
После смерти мужа Ольга Николаевна проживала с родственниками в Санкт-Петербурге.
В мае 1918 года спасаясь от голода в Петрограде, переехала с сёстрами Верой и Лидией к племяннице Вере Сергеевне Стахевич в село Лугань (Севский уезд Орловская губерния).
Умерла в с. Лугань 25 сентября 1919 года. Похоронена на сельском кладбище.

## Муж
Флоровский Сергей Николаевич (12 сентября 1860 — 4 февраля 1905) — родился в семье священника Сретенской церкви Красного Села Выборгской губернии. Окончил духовную семинарию, затем — естественно-исторический факультет Петербургского университета и Медико-хирургическую академию. После окончания Медико-хирургической академии работал врачом в Оренбурге, где и был арестован 9 октября 1891 года за революционную деятельность и сослан на пять лет в Тобольскую губернию. С 1892 года жил с супругой в деревне Плотниково Тобольской губернии, руководил строительством местной больницы и работал в ней врачом. С 1896 года — в Омске. Работал врачом на строящейся Сибирской железной дороге Челябинск—Омск—Новониколаевск. После получения разрешения переехать в Европейскую часть России жил в Ярославле. Работал врачом в различных городах России.

## Литературные труды
- Автор статьи в издании «Книги „Вятского товарищества“» \\ Заветы. 1914. № 6[5].